# Pendão da Conquista

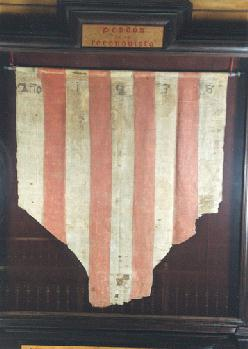
Fotografia do Penó de la Conquesta ou Pendão da Conquista, conservado no Arquivo Histórico Municipal de Valência

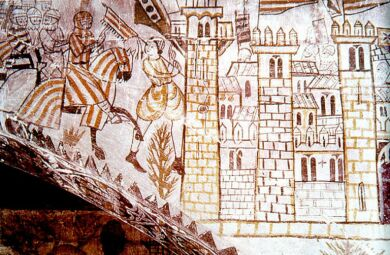
Pintura mural no castelo de Alcañiz que representa a entrada de Jaime I em Valência em 1238, onde se podem ver os pendões sobre as muralhas da cidade.

O Pendão da Conquista (Penó de la Conquesta em língua valenciana) é um pendão que se atribui como sinal que os andaluzes de Balansiya içaram em 28 de setembro de 1238 para indicar a sua rendição às tropas feudais do rei Jaime I de Aragão, sobre a torre de Alī-Bufāt, depois chamada "del Temple", junto à porta de Bāb Ibn Sajar, na muralha de Valência. O facto é conhecido pela menção que o rei faz na sua Crónica: E nos fom en la rambla, entre'l reyal e la torre; e quan vim nostra senyera sus en la torre, descavalgam del caval, e endreçam ves orient, e ploram de nostres uyls e besam la terra, per la mercé que déus nos havia feyta.